# Ӑ
Ӑ, ӑ は、キリル文字のひとつ。А, аにブレーヴェを付けた文字で、チュヴァシ語、ハンティ語で使われる。

## 音素
- チュヴァシ語：中央中舌母音（IPA：[ə]）
- ハンティ語：非円唇後舌広母音（IPA：[ɑ]）

## アルファベット上の位置
- チュヴァシ語：第2字母
- ハンティ語：第2字母

## Ӑ に関わる諸事項
1870年頃にシンビルスク出身のイヴァン・ヤコヴレフによって作られた新しい文字の一つである。

## 符号位置
| 大文字 | Unicode | JIS X 0213 | 文字参照        | 小文字 | Unicode | JIS X 0213 | 文字参照        | 備考 |
| ------ | ------- | ---------- | --------------- | ------ | ------- | ---------- | --------------- | ---- |
| Ӑ      | U+04D0  | ‐          | &#x4D0; &#1232; | ӑ      | U+04D1  | ‐          | &#x4D1; &#1233; |      |